# Складне перекриття (шахова ідея)
Складне́ перекриття́ — тактична ідея в шаховій композиції. Суть ідеї — під час розв'язування чорними своєї фігури, вони одночасно її перекривають по лінії зв'язки.

## Історія
Ця ідея почала розроблятись шаховими композиторами у першій половині ХХ століття.
В рішенні задачі захищаючись від загрози чорні розв'язують свою лінійну фігуру, але при цьому одночасно роблять послаблення своєї позиції — цю ж фігуру перекривають по лінії зв'язки, і білі використовують це перекриття.
Ця ідея дістала назву — складне перекриття.
|   | a | b | c | d | e | f | g | h |   |
| 8 | a8 білий король · d8 білий слон · g8 чорний король · h8 чорна тура · c7 чорний пішак · d7 білий пішак · e7 білий пішак · h7 чорний пішак · c6 білий ферзь · f6 білий пішак · h6 білий пішак · b5 біла тура · e5 білий кінь · h5 білий кінь · a4 чорний пішак · f4 чорна тура · a3 чорний слон · b3 чорний ферзь · e3 чорний кінь · a2 білий слон · g2 чорний слон · g1 біла тура | a8 білий король · d8 білий слон · g8 чорний король · h8 чорна тура · c7 чорний пішак · d7 білий пішак · e7 білий пішак · h7 чорний пішак · c6 білий ферзь · f6 білий пішак · h6 білий пішак · b5 біла тура · e5 білий кінь · h5 білий кінь · a4 чорний пішак · f4 чорна тура · a3 чорний слон · b3 чорний ферзь · e3 чорний кінь · a2 білий слон · g2 чорний слон · g1 біла тура | a8 білий король · d8 білий слон · g8 чорний король · h8 чорна тура · c7 чорний пішак · d7 білий пішак · e7 білий пішак · h7 чорний пішак · c6 білий ферзь · f6 білий пішак · h6 білий пішак · b5 біла тура · e5 білий кінь · h5 білий кінь · a4 чорний пішак · f4 чорна тура · a3 чорний слон · b3 чорний ферзь · e3 чорний кінь · a2 білий слон · g2 чорний слон · g1 біла тура | a8 білий король · d8 білий слон · g8 чорний король · h8 чорна тура · c7 чорний пішак · d7 білий пішак · e7 білий пішак · h7 чорний пішак · c6 білий ферзь · f6 білий пішак · h6 білий пішак · b5 біла тура · e5 білий кінь · h5 білий кінь · a4 чорний пішак · f4 чорна тура · a3 чорний слон · b3 чорний ферзь · e3 чорний кінь · a2 білий слон · g2 чорний слон · g1 біла тура | a8 білий король · d8 білий слон · g8 чорний король · h8 чорна тура · c7 чорний пішак · d7 білий пішак · e7 білий пішак · h7 чорний пішак · c6 білий ферзь · f6 білий пішак · h6 білий пішак · b5 біла тура · e5 білий кінь · h5 білий кінь · a4 чорний пішак · f4 чорна тура · a3 чорний слон · b3 чорний ферзь · e3 чорний кінь · a2 білий слон · g2 чорний слон · g1 біла тура | a8 білий король · d8 білий слон · g8 чорний король · h8 чорна тура · c7 чорний пішак · d7 білий пішак · e7 білий пішак · h7 чорний пішак · c6 білий ферзь · f6 білий пішак · h6 білий пішак · b5 біла тура · e5 білий кінь · h5 білий кінь · a4 чорний пішак · f4 чорна тура · a3 чорний слон · b3 чорний ферзь · e3 чорний кінь · a2 білий слон · g2 чорний слон · g1 біла тура | a8 білий король · d8 білий слон · g8 чорний король · h8 чорна тура · c7 чорний пішак · d7 білий пішак · e7 білий пішак · h7 чорний пішак · c6 білий ферзь · f6 білий пішак · h6 білий пішак · b5 біла тура · e5 білий кінь · h5 білий кінь · a4 чорний пішак · f4 чорна тура · a3 чорний слон · b3 чорний ферзь · e3 чорний кінь · a2 білий слон · g2 чорний слон · g1 біла тура | a8 білий король · d8 білий слон · g8 чорний король · h8 чорна тура · c7 чорний пішак · d7 білий пішак · e7 білий пішак · h7 чорний пішак · c6 білий ферзь · f6 білий пішак · h6 білий пішак · b5 біла тура · e5 білий кінь · h5 білий кінь · a4 чорний пішак · f4 чорна тура · a3 чорний слон · b3 чорний ферзь · e3 чорний кінь · a2 білий слон · g2 чорний слон · g1 біла тура | 8 |
| 7 | a8 білий король · d8 білий слон · g8 чорний король · h8 чорна тура · c7 чорний пішак · d7 білий пішак · e7 білий пішак · h7 чорний пішак · c6 білий ферзь · f6 білий пішак · h6 білий пішак · b5 біла тура · e5 білий кінь · h5 білий кінь · a4 чорний пішак · f4 чорна тура · a3 чорний слон · b3 чорний ферзь · e3 чорний кінь · a2 білий слон · g2 чорний слон · g1 біла тура | a8 білий король · d8 білий слон · g8 чорний король · h8 чорна тура · c7 чорний пішак · d7 білий пішак · e7 білий пішак · h7 чорний пішак · c6 білий ферзь · f6 білий пішак · h6 білий пішак · b5 біла тура · e5 білий кінь · h5 білий кінь · a4 чорний пішак · f4 чорна тура · a3 чорний слон · b3 чорний ферзь · e3 чорний кінь · a2 білий слон · g2 чорний слон · g1 біла тура | a8 білий король · d8 білий слон · g8 чорний король · h8 чорна тура · c7 чорний пішак · d7 білий пішак · e7 білий пішак · h7 чорний пішак · c6 білий ферзь · f6 білий пішак · h6 білий пішак · b5 біла тура · e5 білий кінь · h5 білий кінь · a4 чорний пішак · f4 чорна тура · a3 чорний слон · b3 чорний ферзь · e3 чорний кінь · a2 білий слон · g2 чорний слон · g1 біла тура | a8 білий король · d8 білий слон · g8 чорний король · h8 чорна тура · c7 чорний пішак · d7 білий пішак · e7 білий пішак · h7 чорний пішак · c6 білий ферзь · f6 білий пішак · h6 білий пішак · b5 біла тура · e5 білий кінь · h5 білий кінь · a4 чорний пішак · f4 чорна тура · a3 чорний слон · b3 чорний ферзь · e3 чорний кінь · a2 білий слон · g2 чорний слон · g1 біла тура | a8 білий король · d8 білий слон · g8 чорний король · h8 чорна тура · c7 чорний пішак · d7 білий пішак · e7 білий пішак · h7 чорний пішак · c6 білий ферзь · f6 білий пішак · h6 білий пішак · b5 біла тура · e5 білий кінь · h5 білий кінь · a4 чорний пішак · f4 чорна тура · a3 чорний слон · b3 чорний ферзь · e3 чорний кінь · a2 білий слон · g2 чорний слон · g1 біла тура | a8 білий король · d8 білий слон · g8 чорний король · h8 чорна тура · c7 чорний пішак · d7 білий пішак · e7 білий пішак · h7 чорний пішак · c6 білий ферзь · f6 білий пішак · h6 білий пішак · b5 біла тура · e5 білий кінь · h5 білий кінь · a4 чорний пішак · f4 чорна тура · a3 чорний слон · b3 чорний ферзь · e3 чорний кінь · a2 білий слон · g2 чорний слон · g1 біла тура | a8 білий король · d8 білий слон · g8 чорний король · h8 чорна тура · c7 чорний пішак · d7 білий пішак · e7 білий пішак · h7 чорний пішак · c6 білий ферзь · f6 білий пішак · h6 білий пішак · b5 біла тура · e5 білий кінь · h5 білий кінь · a4 чорний пішак · f4 чорна тура · a3 чорний слон · b3 чорний ферзь · e3 чорний кінь · a2 білий слон · g2 чорний слон · g1 біла тура | a8 білий король · d8 білий слон · g8 чорний король · h8 чорна тура · c7 чорний пішак · d7 білий пішак · e7 білий пішак · h7 чорний пішак · c6 білий ферзь · f6 білий пішак · h6 білий пішак · b5 біла тура · e5 білий кінь · h5 білий кінь · a4 чорний пішак · f4 чорна тура · a3 чорний слон · b3 чорний ферзь · e3 чорний кінь · a2 білий слон · g2 чорний слон · g1 біла тура | 7 |
| 6 | a8 білий король · d8 білий слон · g8 чорний король · h8 чорна тура · c7 чорний пішак · d7 білий пішак · e7 білий пішак · h7 чорний пішак · c6 білий ферзь · f6 білий пішак · h6 білий пішак · b5 біла тура · e5 білий кінь · h5 білий кінь · a4 чорний пішак · f4 чорна тура · a3 чорний слон · b3 чорний ферзь · e3 чорний кінь · a2 білий слон · g2 чорний слон · g1 біла тура | a8 білий король · d8 білий слон · g8 чорний король · h8 чорна тура · c7 чорний пішак · d7 білий пішак · e7 білий пішак · h7 чорний пішак · c6 білий ферзь · f6 білий пішак · h6 білий пішак · b5 біла тура · e5 білий кінь · h5 білий кінь · a4 чорний пішак · f4 чорна тура · a3 чорний слон · b3 чорний ферзь · e3 чорний кінь · a2 білий слон · g2 чорний слон · g1 біла тура | a8 білий король · d8 білий слон · g8 чорний король · h8 чорна тура · c7 чорний пішак · d7 білий пішак · e7 білий пішак · h7 чорний пішак · c6 білий ферзь · f6 білий пішак · h6 білий пішак · b5 біла тура · e5 білий кінь · h5 білий кінь · a4 чорний пішак · f4 чорна тура · a3 чорний слон · b3 чорний ферзь · e3 чорний кінь · a2 білий слон · g2 чорний слон · g1 біла тура | a8 білий король · d8 білий слон · g8 чорний король · h8 чорна тура · c7 чорний пішак · d7 білий пішак · e7 білий пішак · h7 чорний пішак · c6 білий ферзь · f6 білий пішак · h6 білий пішак · b5 біла тура · e5 білий кінь · h5 білий кінь · a4 чорний пішак · f4 чорна тура · a3 чорний слон · b3 чорний ферзь · e3 чорний кінь · a2 білий слон · g2 чорний слон · g1 біла тура | a8 білий король · d8 білий слон · g8 чорний король · h8 чорна тура · c7 чорний пішак · d7 білий пішак · e7 білий пішак · h7 чорний пішак · c6 білий ферзь · f6 білий пішак · h6 білий пішак · b5 біла тура · e5 білий кінь · h5 білий кінь · a4 чорний пішак · f4 чорна тура · a3 чорний слон · b3 чорний ферзь · e3 чорний кінь · a2 білий слон · g2 чорний слон · g1 біла тура | a8 білий король · d8 білий слон · g8 чорний король · h8 чорна тура · c7 чорний пішак · d7 білий пішак · e7 білий пішак · h7 чорний пішак · c6 білий ферзь · f6 білий пішак · h6 білий пішак · b5 біла тура · e5 білий кінь · h5 білий кінь · a4 чорний пішак · f4 чорна тура · a3 чорний слон · b3 чорний ферзь · e3 чорний кінь · a2 білий слон · g2 чорний слон · g1 біла тура | a8 білий король · d8 білий слон · g8 чорний король · h8 чорна тура · c7 чорний пішак · d7 білий пішак · e7 білий пішак · h7 чорний пішак · c6 білий ферзь · f6 білий пішак · h6 білий пішак · b5 біла тура · e5 білий кінь · h5 білий кінь · a4 чорний пішак · f4 чорна тура · a3 чорний слон · b3 чорний ферзь · e3 чорний кінь · a2 білий слон · g2 чорний слон · g1 біла тура | a8 білий король · d8 білий слон · g8 чорний король · h8 чорна тура · c7 чорний пішак · d7 білий пішак · e7 білий пішак · h7 чорний пішак · c6 білий ферзь · f6 білий пішак · h6 білий пішак · b5 біла тура · e5 білий кінь · h5 білий кінь · a4 чорний пішак · f4 чорна тура · a3 чорний слон · b3 чорний ферзь · e3 чорний кінь · a2 білий слон · g2 чорний слон · g1 біла тура | 6 |
| 5 | a8 білий король · d8 білий слон · g8 чорний король · h8 чорна тура · c7 чорний пішак · d7 білий пішак · e7 білий пішак · h7 чорний пішак · c6 білий ферзь · f6 білий пішак · h6 білий пішак · b5 біла тура · e5 білий кінь · h5 білий кінь · a4 чорний пішак · f4 чорна тура · a3 чорний слон · b3 чорний ферзь · e3 чорний кінь · a2 білий слон · g2 чорний слон · g1 біла тура | a8 білий король · d8 білий слон · g8 чорний король · h8 чорна тура · c7 чорний пішак · d7 білий пішак · e7 білий пішак · h7 чорний пішак · c6 білий ферзь · f6 білий пішак · h6 білий пішак · b5 біла тура · e5 білий кінь · h5 білий кінь · a4 чорний пішак · f4 чорна тура · a3 чорний слон · b3 чорний ферзь · e3 чорний кінь · a2 білий слон · g2 чорний слон · g1 біла тура | a8 білий король · d8 білий слон · g8 чорний король · h8 чорна тура · c7 чорний пішак · d7 білий пішак · e7 білий пішак · h7 чорний пішак · c6 білий ферзь · f6 білий пішак · h6 білий пішак · b5 біла тура · e5 білий кінь · h5 білий кінь · a4 чорний пішак · f4 чорна тура · a3 чорний слон · b3 чорний ферзь · e3 чорний кінь · a2 білий слон · g2 чорний слон · g1 біла тура | a8 білий король · d8 білий слон · g8 чорний король · h8 чорна тура · c7 чорний пішак · d7 білий пішак · e7 білий пішак · h7 чорний пішак · c6 білий ферзь · f6 білий пішак · h6 білий пішак · b5 біла тура · e5 білий кінь · h5 білий кінь · a4 чорний пішак · f4 чорна тура · a3 чорний слон · b3 чорний ферзь · e3 чорний кінь · a2 білий слон · g2 чорний слон · g1 біла тура | a8 білий король · d8 білий слон · g8 чорний король · h8 чорна тура · c7 чорний пішак · d7 білий пішак · e7 білий пішак · h7 чорний пішак · c6 білий ферзь · f6 білий пішак · h6 білий пішак · b5 біла тура · e5 білий кінь · h5 білий кінь · a4 чорний пішак · f4 чорна тура · a3 чорний слон · b3 чорний ферзь · e3 чорний кінь · a2 білий слон · g2 чорний слон · g1 біла тура | a8 білий король · d8 білий слон · g8 чорний король · h8 чорна тура · c7 чорний пішак · d7 білий пішак · e7 білий пішак · h7 чорний пішак · c6 білий ферзь · f6 білий пішак · h6 білий пішак · b5 біла тура · e5 білий кінь · h5 білий кінь · a4 чорний пішак · f4 чорна тура · a3 чорний слон · b3 чорний ферзь · e3 чорний кінь · a2 білий слон · g2 чорний слон · g1 біла тура | a8 білий король · d8 білий слон · g8 чорний король · h8 чорна тура · c7 чорний пішак · d7 білий пішак · e7 білий пішак · h7 чорний пішак · c6 білий ферзь · f6 білий пішак · h6 білий пішак · b5 біла тура · e5 білий кінь · h5 білий кінь · a4 чорний пішак · f4 чорна тура · a3 чорний слон · b3 чорний ферзь · e3 чорний кінь · a2 білий слон · g2 чорний слон · g1 біла тура | a8 білий король · d8 білий слон · g8 чорний король · h8 чорна тура · c7 чорний пішак · d7 білий пішак · e7 білий пішак · h7 чорний пішак · c6 білий ферзь · f6 білий пішак · h6 білий пішак · b5 біла тура · e5 білий кінь · h5 білий кінь · a4 чорний пішак · f4 чорна тура · a3 чорний слон · b3 чорний ферзь · e3 чорний кінь · a2 білий слон · g2 чорний слон · g1 біла тура | 5 |
| 4 | a8 білий король · d8 білий слон · g8 чорний король · h8 чорна тура · c7 чорний пішак · d7 білий пішак · e7 білий пішак · h7 чорний пішак · c6 білий ферзь · f6 білий пішак · h6 білий пішак · b5 біла тура · e5 білий кінь · h5 білий кінь · a4 чорний пішак · f4 чорна тура · a3 чорний слон · b3 чорний ферзь · e3 чорний кінь · a2 білий слон · g2 чорний слон · g1 біла тура | a8 білий король · d8 білий слон · g8 чорний король · h8 чорна тура · c7 чорний пішак · d7 білий пішак · e7 білий пішак · h7 чорний пішак · c6 білий ферзь · f6 білий пішак · h6 білий пішак · b5 біла тура · e5 білий кінь · h5 білий кінь · a4 чорний пішак · f4 чорна тура · a3 чорний слон · b3 чорний ферзь · e3 чорний кінь · a2 білий слон · g2 чорний слон · g1 біла тура | a8 білий король · d8 білий слон · g8 чорний король · h8 чорна тура · c7 чорний пішак · d7 білий пішак · e7 білий пішак · h7 чорний пішак · c6 білий ферзь · f6 білий пішак · h6 білий пішак · b5 біла тура · e5 білий кінь · h5 білий кінь · a4 чорний пішак · f4 чорна тура · a3 чорний слон · b3 чорний ферзь · e3 чорний кінь · a2 білий слон · g2 чорний слон · g1 біла тура | a8 білий король · d8 білий слон · g8 чорний король · h8 чорна тура · c7 чорний пішак · d7 білий пішак · e7 білий пішак · h7 чорний пішак · c6 білий ферзь · f6 білий пішак · h6 білий пішак · b5 біла тура · e5 білий кінь · h5 білий кінь · a4 чорний пішак · f4 чорна тура · a3 чорний слон · b3 чорний ферзь · e3 чорний кінь · a2 білий слон · g2 чорний слон · g1 біла тура | a8 білий король · d8 білий слон · g8 чорний король · h8 чорна тура · c7 чорний пішак · d7 білий пішак · e7 білий пішак · h7 чорний пішак · c6 білий ферзь · f6 білий пішак · h6 білий пішак · b5 біла тура · e5 білий кінь · h5 білий кінь · a4 чорний пішак · f4 чорна тура · a3 чорний слон · b3 чорний ферзь · e3 чорний кінь · a2 білий слон · g2 чорний слон · g1 біла тура | a8 білий король · d8 білий слон · g8 чорний король · h8 чорна тура · c7 чорний пішак · d7 білий пішак · e7 білий пішак · h7 чорний пішак · c6 білий ферзь · f6 білий пішак · h6 білий пішак · b5 біла тура · e5 білий кінь · h5 білий кінь · a4 чорний пішак · f4 чорна тура · a3 чорний слон · b3 чорний ферзь · e3 чорний кінь · a2 білий слон · g2 чорний слон · g1 біла тура | a8 білий король · d8 білий слон · g8 чорний король · h8 чорна тура · c7 чорний пішак · d7 білий пішак · e7 білий пішак · h7 чорний пішак · c6 білий ферзь · f6 білий пішак · h6 білий пішак · b5 біла тура · e5 білий кінь · h5 білий кінь · a4 чорний пішак · f4 чорна тура · a3 чорний слон · b3 чорний ферзь · e3 чорний кінь · a2 білий слон · g2 чорний слон · g1 біла тура | a8 білий король · d8 білий слон · g8 чорний король · h8 чорна тура · c7 чорний пішак · d7 білий пішак · e7 білий пішак · h7 чорний пішак · c6 білий ферзь · f6 білий пішак · h6 білий пішак · b5 біла тура · e5 білий кінь · h5 білий кінь · a4 чорний пішак · f4 чорна тура · a3 чорний слон · b3 чорний ферзь · e3 чорний кінь · a2 білий слон · g2 чорний слон · g1 біла тура | 4 |
| 3 | a8 білий король · d8 білий слон · g8 чорний король · h8 чорна тура · c7 чорний пішак · d7 білий пішак · e7 білий пішак · h7 чорний пішак · c6 білий ферзь · f6 білий пішак · h6 білий пішак · b5 біла тура · e5 білий кінь · h5 білий кінь · a4 чорний пішак · f4 чорна тура · a3 чорний слон · b3 чорний ферзь · e3 чорний кінь · a2 білий слон · g2 чорний слон · g1 біла тура | a8 білий король · d8 білий слон · g8 чорний король · h8 чорна тура · c7 чорний пішак · d7 білий пішак · e7 білий пішак · h7 чорний пішак · c6 білий ферзь · f6 білий пішак · h6 білий пішак · b5 біла тура · e5 білий кінь · h5 білий кінь · a4 чорний пішак · f4 чорна тура · a3 чорний слон · b3 чорний ферзь · e3 чорний кінь · a2 білий слон · g2 чорний слон · g1 біла тура | a8 білий король · d8 білий слон · g8 чорний король · h8 чорна тура · c7 чорний пішак · d7 білий пішак · e7 білий пішак · h7 чорний пішак · c6 білий ферзь · f6 білий пішак · h6 білий пішак · b5 біла тура · e5 білий кінь · h5 білий кінь · a4 чорний пішак · f4 чорна тура · a3 чорний слон · b3 чорний ферзь · e3 чорний кінь · a2 білий слон · g2 чорний слон · g1 біла тура | a8 білий король · d8 білий слон · g8 чорний король · h8 чорна тура · c7 чорний пішак · d7 білий пішак · e7 білий пішак · h7 чорний пішак · c6 білий ферзь · f6 білий пішак · h6 білий пішак · b5 біла тура · e5 білий кінь · h5 білий кінь · a4 чорний пішак · f4 чорна тура · a3 чорний слон · b3 чорний ферзь · e3 чорний кінь · a2 білий слон · g2 чорний слон · g1 біла тура | a8 білий король · d8 білий слон · g8 чорний король · h8 чорна тура · c7 чорний пішак · d7 білий пішак · e7 білий пішак · h7 чорний пішак · c6 білий ферзь · f6 білий пішак · h6 білий пішак · b5 біла тура · e5 білий кінь · h5 білий кінь · a4 чорний пішак · f4 чорна тура · a3 чорний слон · b3 чорний ферзь · e3 чорний кінь · a2 білий слон · g2 чорний слон · g1 біла тура | a8 білий король · d8 білий слон · g8 чорний король · h8 чорна тура · c7 чорний пішак · d7 білий пішак · e7 білий пішак · h7 чорний пішак · c6 білий ферзь · f6 білий пішак · h6 білий пішак · b5 біла тура · e5 білий кінь · h5 білий кінь · a4 чорний пішак · f4 чорна тура · a3 чорний слон · b3 чорний ферзь · e3 чорний кінь · a2 білий слон · g2 чорний слон · g1 біла тура | a8 білий король · d8 білий слон · g8 чорний король · h8 чорна тура · c7 чорний пішак · d7 білий пішак · e7 білий пішак · h7 чорний пішак · c6 білий ферзь · f6 білий пішак · h6 білий пішак · b5 біла тура · e5 білий кінь · h5 білий кінь · a4 чорний пішак · f4 чорна тура · a3 чорний слон · b3 чорний ферзь · e3 чорний кінь · a2 білий слон · g2 чорний слон · g1 біла тура | a8 білий король · d8 білий слон · g8 чорний король · h8 чорна тура · c7 чорний пішак · d7 білий пішак · e7 білий пішак · h7 чорний пішак · c6 білий ферзь · f6 білий пішак · h6 білий пішак · b5 біла тура · e5 білий кінь · h5 білий кінь · a4 чорний пішак · f4 чорна тура · a3 чорний слон · b3 чорний ферзь · e3 чорний кінь · a2 білий слон · g2 чорний слон · g1 біла тура | 3 |
| 2 | a8 білий король · d8 білий слон · g8 чорний король · h8 чорна тура · c7 чорний пішак · d7 білий пішак · e7 білий пішак · h7 чорний пішак · c6 білий ферзь · f6 білий пішак · h6 білий пішак · b5 біла тура · e5 білий кінь · h5 білий кінь · a4 чорний пішак · f4 чорна тура · a3 чорний слон · b3 чорний ферзь · e3 чорний кінь · a2 білий слон · g2 чорний слон · g1 біла тура | a8 білий король · d8 білий слон · g8 чорний король · h8 чорна тура · c7 чорний пішак · d7 білий пішак · e7 білий пішак · h7 чорний пішак · c6 білий ферзь · f6 білий пішак · h6 білий пішак · b5 біла тура · e5 білий кінь · h5 білий кінь · a4 чорний пішак · f4 чорна тура · a3 чорний слон · b3 чорний ферзь · e3 чорний кінь · a2 білий слон · g2 чорний слон · g1 біла тура | a8 білий король · d8 білий слон · g8 чорний король · h8 чорна тура · c7 чорний пішак · d7 білий пішак · e7 білий пішак · h7 чорний пішак · c6 білий ферзь · f6 білий пішак · h6 білий пішак · b5 біла тура · e5 білий кінь · h5 білий кінь · a4 чорний пішак · f4 чорна тура · a3 чорний слон · b3 чорний ферзь · e3 чорний кінь · a2 білий слон · g2 чорний слон · g1 біла тура | a8 білий король · d8 білий слон · g8 чорний король · h8 чорна тура · c7 чорний пішак · d7 білий пішак · e7 білий пішак · h7 чорний пішак · c6 білий ферзь · f6 білий пішак · h6 білий пішак · b5 біла тура · e5 білий кінь · h5 білий кінь · a4 чорний пішак · f4 чорна тура · a3 чорний слон · b3 чорний ферзь · e3 чорний кінь · a2 білий слон · g2 чорний слон · g1 біла тура | a8 білий король · d8 білий слон · g8 чорний король · h8 чорна тура · c7 чорний пішак · d7 білий пішак · e7 білий пішак · h7 чорний пішак · c6 білий ферзь · f6 білий пішак · h6 білий пішак · b5 біла тура · e5 білий кінь · h5 білий кінь · a4 чорний пішак · f4 чорна тура · a3 чорний слон · b3 чорний ферзь · e3 чорний кінь · a2 білий слон · g2 чорний слон · g1 біла тура | a8 білий король · d8 білий слон · g8 чорний король · h8 чорна тура · c7 чорний пішак · d7 білий пішак · e7 білий пішак · h7 чорний пішак · c6 білий ферзь · f6 білий пішак · h6 білий пішак · b5 біла тура · e5 білий кінь · h5 білий кінь · a4 чорний пішак · f4 чорна тура · a3 чорний слон · b3 чорний ферзь · e3 чорний кінь · a2 білий слон · g2 чорний слон · g1 біла тура | a8 білий король · d8 білий слон · g8 чорний король · h8 чорна тура · c7 чорний пішак · d7 білий пішак · e7 білий пішак · h7 чорний пішак · c6 білий ферзь · f6 білий пішак · h6 білий пішак · b5 біла тура · e5 білий кінь · h5 білий кінь · a4 чорний пішак · f4 чорна тура · a3 чорний слон · b3 чорний ферзь · e3 чорний кінь · a2 білий слон · g2 чорний слон · g1 біла тура | a8 білий король · d8 білий слон · g8 чорний король · h8 чорна тура · c7 чорний пішак · d7 білий пішак · e7 білий пішак · h7 чорний пішак · c6 білий ферзь · f6 білий пішак · h6 білий пішак · b5 біла тура · e5 білий кінь · h5 білий кінь · a4 чорний пішак · f4 чорна тура · a3 чорний слон · b3 чорний ферзь · e3 чорний кінь · a2 білий слон · g2 чорний слон · g1 біла тура | 2 |
| 1 | a8 білий король · d8 білий слон · g8 чорний король · h8 чорна тура · c7 чорний пішак · d7 білий пішак · e7 білий пішак · h7 чорний пішак · c6 білий ферзь · f6 білий пішак · h6 білий пішак · b5 біла тура · e5 білий кінь · h5 білий кінь · a4 чорний пішак · f4 чорна тура · a3 чорний слон · b3 чорний ферзь · e3 чорний кінь · a2 білий слон · g2 чорний слон · g1 біла тура | a8 білий король · d8 білий слон · g8 чорний король · h8 чорна тура · c7 чорний пішак · d7 білий пішак · e7 білий пішак · h7 чорний пішак · c6 білий ферзь · f6 білий пішак · h6 білий пішак · b5 біла тура · e5 білий кінь · h5 білий кінь · a4 чорний пішак · f4 чорна тура · a3 чорний слон · b3 чорний ферзь · e3 чорний кінь · a2 білий слон · g2 чорний слон · g1 біла тура | a8 білий король · d8 білий слон · g8 чорний король · h8 чорна тура · c7 чорний пішак · d7 білий пішак · e7 білий пішак · h7 чорний пішак · c6 білий ферзь · f6 білий пішак · h6 білий пішак · b5 біла тура · e5 білий кінь · h5 білий кінь · a4 чорний пішак · f4 чорна тура · a3 чорний слон · b3 чорний ферзь · e3 чорний кінь · a2 білий слон · g2 чорний слон · g1 біла тура | a8 білий король · d8 білий слон · g8 чорний король · h8 чорна тура · c7 чорний пішак · d7 білий пішак · e7 білий пішак · h7 чорний пішак · c6 білий ферзь · f6 білий пішак · h6 білий пішак · b5 біла тура · e5 білий кінь · h5 білий кінь · a4 чорний пішак · f4 чорна тура · a3 чорний слон · b3 чорний ферзь · e3 чорний кінь · a2 білий слон · g2 чорний слон · g1 біла тура | a8 білий король · d8 білий слон · g8 чорний король · h8 чорна тура · c7 чорний пішак · d7 білий пішак · e7 білий пішак · h7 чорний пішак · c6 білий ферзь · f6 білий пішак · h6 білий пішак · b5 біла тура · e5 білий кінь · h5 білий кінь · a4 чорний пішак · f4 чорна тура · a3 чорний слон · b3 чорний ферзь · e3 чорний кінь · a2 білий слон · g2 чорний слон · g1 біла тура | a8 білий король · d8 білий слон · g8 чорний король · h8 чорна тура · c7 чорний пішак · d7 білий пішак · e7 білий пішак · h7 чорний пішак · c6 білий ферзь · f6 білий пішак · h6 білий пішак · b5 біла тура · e5 білий кінь · h5 білий кінь · a4 чорний пішак · f4 чорна тура · a3 чорний слон · b3 чорний ферзь · e3 чорний кінь · a2 білий слон · g2 чорний слон · g1 біла тура | a8 білий король · d8 білий слон · g8 чорний король · h8 чорна тура · c7 чорний пішак · d7 білий пішак · e7 білий пішак · h7 чорний пішак · c6 білий ферзь · f6 білий пішак · h6 білий пішак · b5 біла тура · e5 білий кінь · h5 білий кінь · a4 чорний пішак · f4 чорна тура · a3 чорний слон · b3 чорний ферзь · e3 чорний кінь · a2 білий слон · g2 чорний слон · g1 біла тура | a8 білий король · d8 білий слон · g8 чорний король · h8 чорна тура · c7 чорний пішак · d7 білий пішак · e7 білий пішак · h7 чорний пішак · c6 білий ферзь · f6 білий пішак · h6 білий пішак · b5 біла тура · e5 білий кінь · h5 білий кінь · a4 чорний пішак · f4 чорна тура · a3 чорний слон · b3 чорний ферзь · e3 чорний кінь · a2 білий слон · g2 чорний слон · g1 біла тура | 1 |
|   | a | b | c | d | e | f | g | h |   |

1. Tb8! ~ 2. Lc7#
1. ... Sc4 2. Dd5#
1. ... Sd5 2. De6#
1. ... Tc4 2. f7#